# Hylke van Sprundel
Hylke van Sprundel (14 november 1970) is een Nederlands acteur. Hylke studeerde in 1993 af aan de Toneelschool in Maastricht met een nominatie voor de Henriette Hustinxprijs 1993. Hij speelde dokter Jurriaan Huiskamp in de comedyserie S1NGLE. In 2006 en 2009 speelde Hylke de rol van Prins Bernhard in de dramaserie Juliana.

## Filmografie

### Film
- 2002: Qui vive, als gids
- 2003: Boy Ecury, als Ben
- 2010: Sint, als televisiejournalist
- 2011: Vakantie in eigen land, als zakenrelatie
- 2011: Papa's Tango, als Gerrit
- 2013: Het meisje aan de overkant, als vader
- 2014: Helium, als Dirk Stolk
- 2015: UrWald, als Aaron
- 2022: Narcosis, als schoolhoofd
- 2023: Mascotte, als papa
- 2023: Toen ik je zag, als Hugo
- 2025: iHostage, als Wilco

### Televisie
- 1994: Een galerij, als Tony
- 1996: Baantjer, als André van Berkel
- 1997: 12 steden, 13 ongelukken, als Karel
- 1998: Zebra, als Job de Geus
- 2002: Hartslag, als Peter van Dijken
- 2006: Spoorloos verdwenen, als Joop Jongkind
- 2006: Grijpstra & De Gier, als Harry de Beer
- 2006-2009: Juliana, prinses van Oranje, als Bernhard
- 2008-2010: S1NGLE, als Jurriaan
- 2010: Goede tijden, slechte tijden, als officier van justitie
- 2013: De prooi, als voorzitter van de aandeelhouders
- 2014: Smeris, als advocaat van Hans
- 2015: Zwarte tulp, als Jasper de Groot
- 2016: Vechtershart, als officier van justitie
- 2016: Heer & Meester, als Jelte van Avezaeth
- 2016: Flikken Rotterdam, als Klaas Kerstens
- 2016: Dokter Tinus, als Jelle Harmsen
- 2016: Nieuwe buren, als politieagent
- 2016: Als de dijken breken, als Michiel
- 2017: De Spa, als Arts Nijkerk
- 2017: Centraal Medisch Centrum, als begrafenisondernemer
- 2018: Zomer in Zeeland, als John
- 2018: Jeuk, als Hylke
- 2018: Flikken Maastricht, als Ton Kok
- 2020: Van der Valk, als Tim Brouwer
- 2020: Hoogvliegers, als Erik Groenmans
- 2020: Mocro Maffia, als rechercheur Vogts
- 2020: Vliegende Hollanders, als Cornelis van Aalst
- 2021: Oogappels, als Emile
- 2022: Odds, als Hylke
- 2022: Bestseller Boy, als Joris
- 2023: All Stars en Zonen, als voorzitter poldervogels
- 2024: Nemesis, als zakenman Zuidas
- 2025: Elixer, als rector